# نسرین‌دخت عماد خراسانی
نسرین‌دخت عماد خراسانی از دانشگاهیان ایرانی است که ریاست بخش اطلاعات و انتشارات مرکز مطالعات برنامه‌ریزی و اقتصاد کشاورزی در وزارت جهاد کشاورزی جمهوری اسلامی ایران را عهده‌دار بود. وی توانست با تألیف کتاب جامعی در زمینه کشاورزی و منبع‌شناسی آن، با نام فهرستگان کشاورزی ایران، جایزه کتاب سال جمهوری اسلامی ایران را کسب نماید.

## مشخصات و سرگذشت
نسرین دخت عماد خراسانی، در سال ۱۳۲۷ در شهر تهران به دنیا آمد. وی تحصیلاتش را در رشته علوم سیاسی دانشگاه تهران شروع کرد و با ادامه دادن تحصیل در رشته‌های علوم کتابداری در مقطع کارشناسی ارشد، در همان دانشگاه فارغ‌التحصیل شد. کمی بعد او تدریس در دوره‌های کتاب‌داری را شروع کرد. او پس از پایان تحصیل در دانشگاه تهران، عازم کشور ایتالیا و بعد از آن ژاپن شد تا دوره تخصصی سیستم‌های اطلاع‌رسانی را بگذراند. او پس از بازگشت به ایران، عهده‌دار منصب ریاست بخش اطلاعات و انتشارات مرکز مطالعات برنامه‌ریزی و اقتصاد کشاورزی در وزارت جهاد و کشاورزی جمهوری اسلامی ایران شد. او در این دوران کتاب فهرستگان کشاورزی ایران را تألیف کرد که توانست در دوره دوازدهم کتاب سال جمهوری اسلامی ایران، از جانب وزارت فرهنگ و ارشاد در گروه علوم انسانی، برنده جایزه کتاب سال بشود. و همچنین از کارشناسان رسمی دادگستری در ایران است. در بهمن ۱۳۹۹، در طی مراسم وبیناری که توسط دانشگاه علوم پزشکی مشهد برگزار شد، از پنج بانوی برتر در کتابداری در ایران تقدیر و تشکر شد که نسرین دخت عماد خراسانی یکی از آنان بود.

#### زندگی خصوصی
وی در سال ۱۳۹۳ فرزند جوان خود به نام مازیار می‌رانی را از دست داد.

## آثار
کتاب آموزشهای مذهبی در ادبیات کودکان و نوجوانان از جمله آثار اوست. از دیگر آثار او می‌توان به خدمت اطلاع‌رسانی کشاورزی در ایران و فهرستگان کشاورزی ایران در ۵ جلد اشاره کرد. کتاب فهرستگان کشاورزی او در سال ۱۳۷۲ و با تلاش مرکز مطالعات برنامه‌ریزی و اقتصاد کشاورزی تهیه شد. هدف از این پژوهش، کمک به هرگونه پژوهش علمی در زمینه‌های گوناگون کشاورزی و شناخت و ارزیابی پژوهش‌های انجام شده در گذشته بوده‌است. فهرستگان کشاورزی ایران شامل کلیه منابع فارسی و غیرفارسی، اعم از کتاب، مقاله، پایان‌نامه و گزارش‌های مربوط به کشاورزی ایران از دوران قدیم تا سال ۱۳۶۹ شمسی است که با موضوع کشاورزی منتشر شده‌است. این کتاب در پنج جلد به چاپ رسیده‌است. در جلد اول مقدمه، کتاب‌ها، اسناد و مدارک؛ عناوین اصلی هستند و در جلد دوم، کتاب‌ها، اسناد و مدارک گردآوری شده‌اند. در جلد سوم، مقاله‌ها و پایان‌نامه و در جلد چهارم؛ آثار کشاورزی به زبانهای غیرفارسی و در جلد پنجم؛ نمایه‌ها تشکیل دهنده کتاب هستند. دسته‌بندی فوق به گونه ای است که هماهنگی و انسجام مطالب را تضمین کرده‌است. «فهرستگان کشاورزی ایران» در حکم ابزاری مطمئن است که پژوهشگران در این زمینه می‌توانند از طریق آن به منابع موجود دسترسی یابند. تهیه این اثر به گفته خود عماد خراسانی، ۲ سال به طول انجامیده‌است و دفتر معاونت امور طرح و برنامه وزارت کشاورزی از طراحان اولیه نگارش چنین کتابی عنوان شده‌است. از کتاب دیگری با عنوان خدمات عمومی کتابخانه و شیوه‌های آن گزارش شده‌است. کتاب حقوق نسخه برداری در آئینه قضاوت دیگر اثر مشترک او با علی بیان فر است. او از جمله مشاوران علمی در تدوین فرهنگنامه کودکان و نوجوانان بوده‌است.